# طيور الرعب
طيور الرعب أو الفورسراسيدس (باللاتينية: Phorusrhacidae) أي «حاملات الخرق»، كان جنساً لاحما لايطير. كانت هذه الطيور هي المفترس الرئيسي في أمريكا الجنوبية خلال حقبة السينوزوي. وقد تم تحديد طولها من متر إلى ثلاثة أمتار. والجنس المقارب الحديث لهذا الجنس ييُعرف أنه يبلغ من الطول 0.8 متر ألا وهو سيريما. تيتانيس، أحد أكبر الأجناس، وقد تعرف عليه في تكساس وفلوريدا في أمريكا الشمالية. هذا يجعل هذه الطيور هي الأنواع المفترسة الأكبر في أمريكا الجنوبية من حيث الهجرة إلى أمريكا الشمالية خلال التبادل الأمريكي العظيم (الذي حدث في البرزخ البركاني في جسر بنما في ذلك العصر). وقد أعتقد أن هذه الطيور أنقرضت في حين وصول الإنسان إلى أمريكا الشمالية.

## المنظومات وعلم تصنيف الأنواع
تبعاً لتقسيم؛ فإن هنالك 7 فصيلة تتقسم إلى 14 جنساً وكل جنس ينقسم إلى 18 نوعاً:
- فصيلة بورنتورنثاين؛ وهي جنس عملاق من بينهم، تبلغ من الطول متران (2 متر).
  - جنس بورونتورنيس. (العصر الميوسيني الأوسط)
  - جنس بارافيسونيس. (الميوسيني المبكر، ساو بالو)
  - جنس فيسورنيس. (أوليغوسين المتوسط والمتأخر، سانتا كروز، الأرجنتين)
- فصيلة فوريسهاسيد: جنس عملاق تبلغ أطواله 3 أمتار، وهو نوعا ما أرشق من البونتورنثاين.
  - جنس ديڤينسينزيا.
  - جنس كيلينكين.
  - جنس فورسراكوس.
  - جنس تيتانيس.
- فصيلة Patagornithinae
  - جنس باتاجونيس.
  - جنس أندروسونيس.
  - جنس أندالجالورنيس.
- فصيلة Psilopterinae
  - جنس بسلوبتروس.
  - جنس بروكارياما.
  - جنس باليوبسيلوبتيروس.
- فصيلة Mesembriornithinae
  - جنس ميسيمبيورنيس.

وتعتبر هذه الطيور أقرب أكثر إلى البومة من حيث الهيئة.